# Burger King

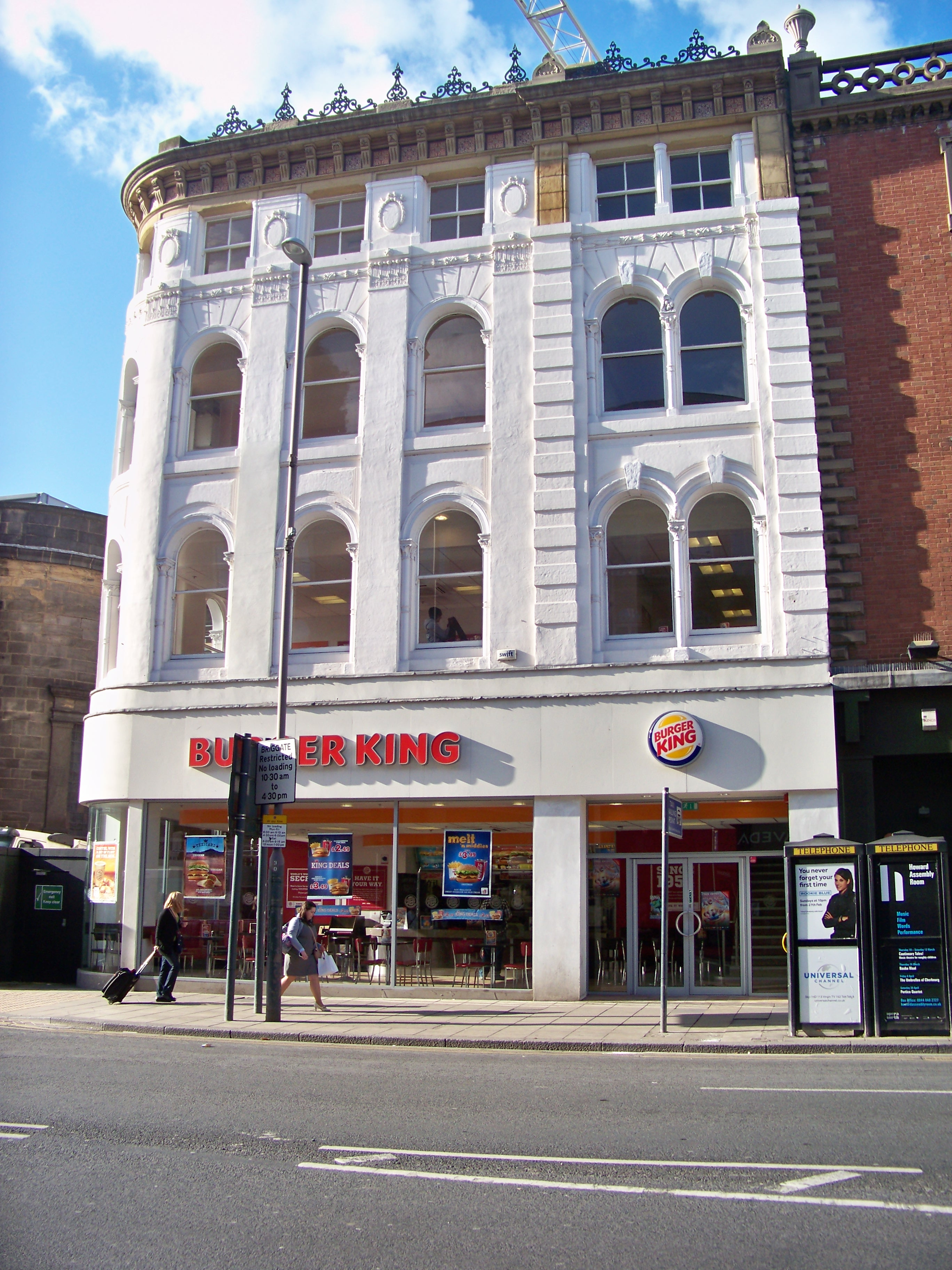
Burger King, buitengevel

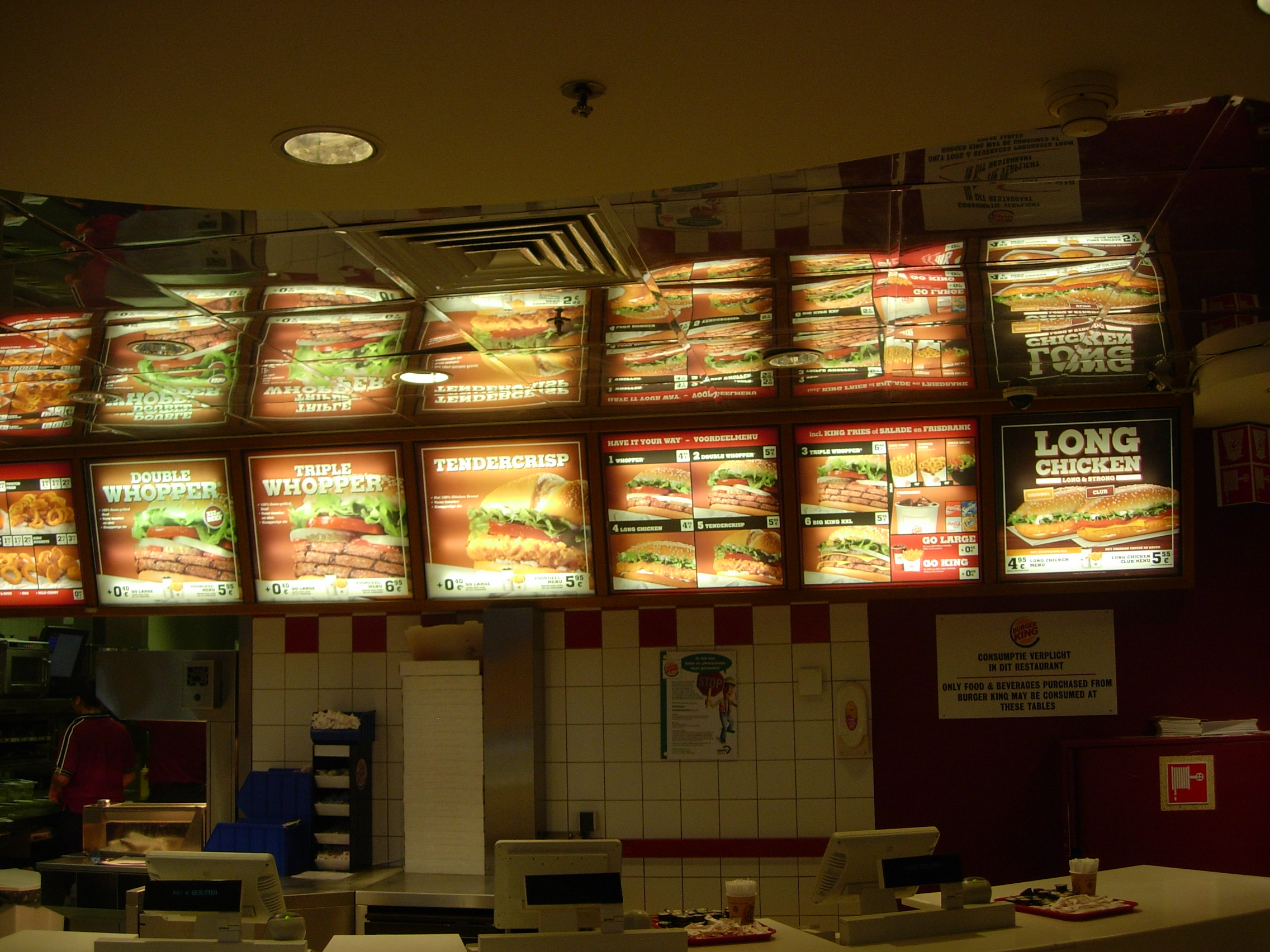
Burger King, interieur

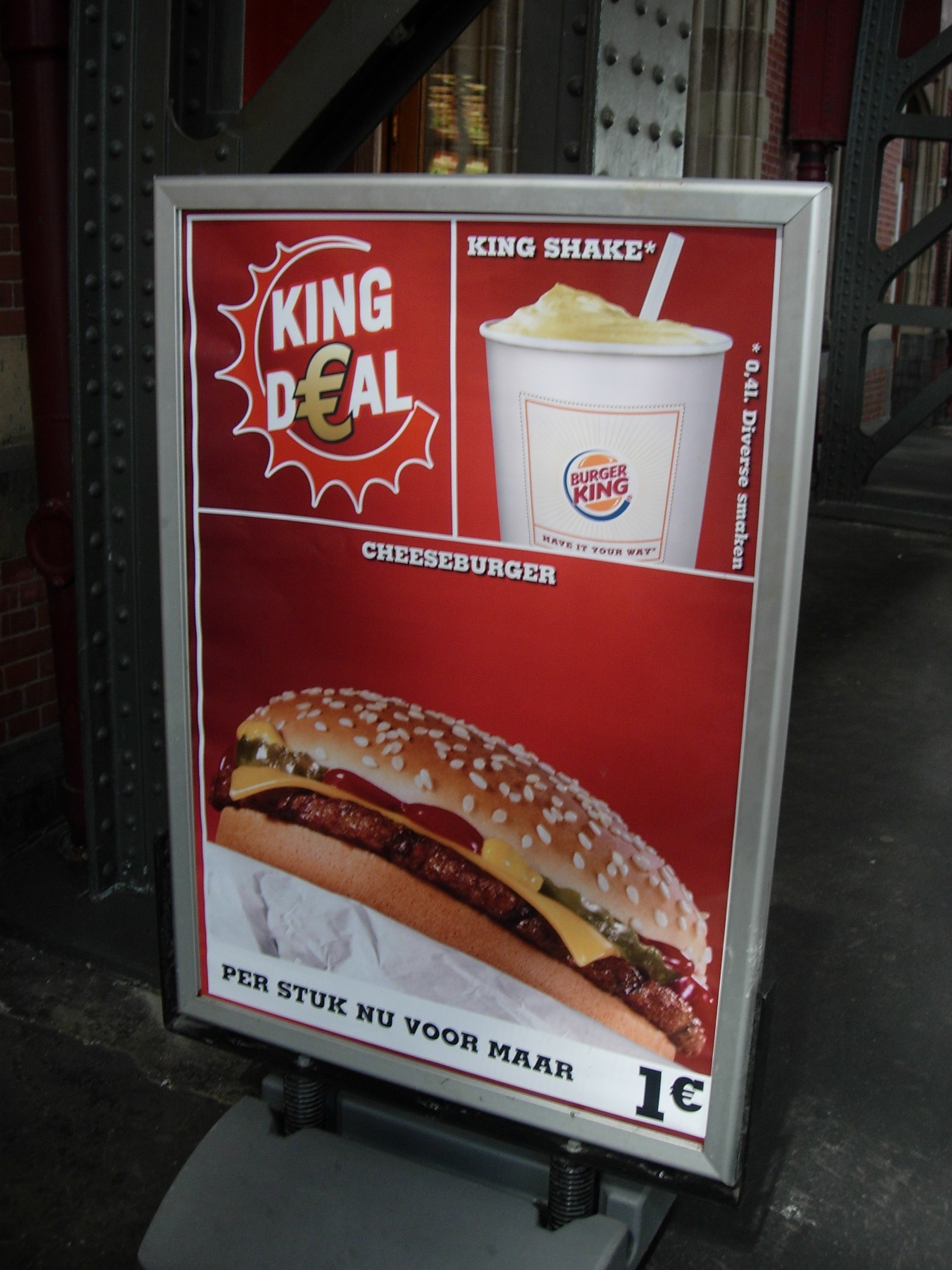
Poster van Burger King

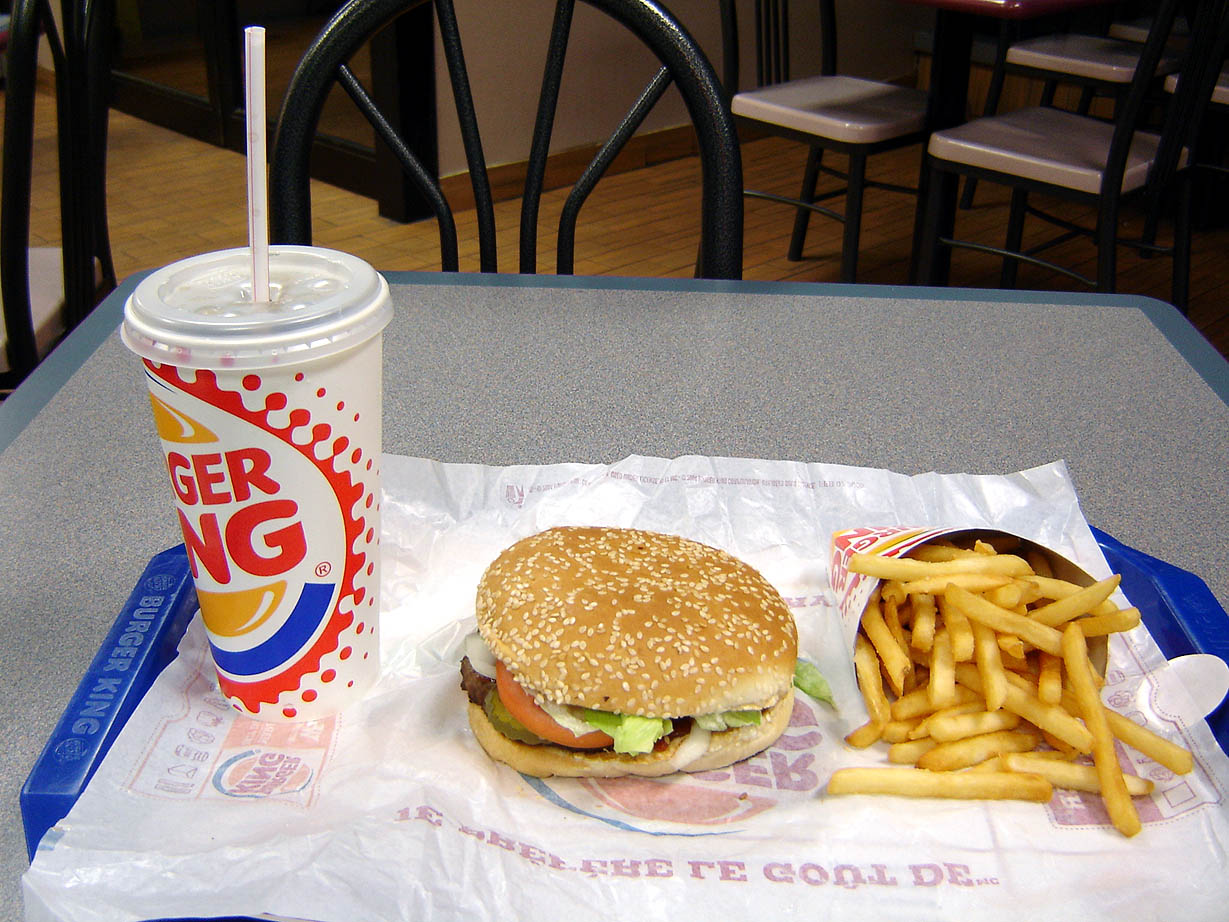
Whopper Menu

Burger King (vaak afgekort tot BK), onderdeel van Restaurant Brands International met eigenaar 3G Capital of Brazil, is een internationale keten van fastfoodrestaurants, die voornamelijk hamburgers, friet, verschillende snacks en frisdrank verkopen. Het hoofdkantoor is gevestigd te Miami in de Verenigde Staten. In Nederland waren er anno 2017 zo'n zestig Burger King-vestigingen.

## Oprichters
De eerste Burger King werd geopend op 4 december 1954 in Miami (Florida) door twee studenten (Jim McLamore en David Edgerton) van de Cornell University School of Hotel Administration. McLamore had een hamburgerverkooppunt van Dick en Mac McDonald bezocht in San Bernardino, en het potentieel ingezien van een productie-achtige hamburgeroutlet.

## Tijdlijn
- 1954: James McLamore en David Edgerton richten de Burger King Corporation op.
- 1957: De Whopper wordt ontwikkeld en in het assortiment opgenomen.
- 1959: Het bedrijf groeit door middel van franchising.
- 1963: De eerste buitenlandse vestiging wordt geopend (in Puerto Rico).
- 1967: Burger King wordt verkocht aan de Pillsbury Company.
- 1975: De eerste Europese vestiging wordt geopend, in Madrid te Spanje.
- 1977: Donald Smith wordt aangenomen om het franchise-systeem te herstructureren.
- 1981: De eerste vestiging in Nederland wordt geopend aan de Lijnbaan in Rotterdam.
- 1989: Grand Metropolitan neemt Pillsbury Company over.
- 1997: Grand Metropolitan vormt samen met Guinness Diageo plc.
- 1999: Een nieuw logo wordt geïntroduceerd en de inrichting van de restaurants wordt vernieuwd.
- 2002: Een groep investeerders geleid door Texas Pacific Group neemt Burger King over.
- 2010: Aankondiging dat 3G Capital Burger King overneemt voor een bedrag van US$ 3,26 miljard (3,12 miljard euro).
- 2012: Burger King kondigt aan vestigingen te willen openen in België.
- 2014: Burger King neemt de Canadese koffie- en donutketen Tim Hortons over en kondigt aan vanwege de hoge vennootschapsbelasting in de Verenigde Staten haar hoofdkantoor naar Canada te zullen verplaatsen. Door deze overname wordt Burger King de derde fastfoodketen in de wereld.[1] De combinatie gaat verder onder de naam Restaurant Brands International (RBI).
- 2016 : Burger King neemt de 509  Quick's in Frankrijk, België en Luxemburg over.[2]
- 2017 : De eerste Belgische Burger King gaat open in Antwerpen.[3]

## Producten
Burger King verkoopt voornamelijk flame-grilled hamburgers, meerdere soorten kipsandwiches, friet, gekruide twister fries, snacks, ontbijtgerechten, frisdrank en desserts.

### Hamburgers
- Burger Kings bekendste product is de Whopper. De Whopper is een sandwich bestaande uit een rundvleespatty, mayonaise, sla, tomaat, ketchup, ui en augurk op een broodje met sesamzaad. Dit product is over vrijwel de hele wereld te koop.

- De Big King XXL bestaat uit 2 rundvleespatties, 4 plakjes kaas, Big King-saus, sla, ui en augurk, op een broodje van sesamzaad. De kleinere Big King is hetzelfde als de Big King XXL, maar bestaat dan uit 2 kleinere hamburgerpatties en 2 plakje kaas. Deze producten worden alleen in Europa verkocht.
- De Double cheeseburger XXL Bestaat uit 2 rundvleespatties, 4 plakken kaas, augurk, ketchup en mosterd. Ook hiervan is een kleinere variant beschikbaar, De Double cheeseburger.
- Ook worden er kleinere broodjes verkocht zoals de 'Hamburger' (hamburgerpatty, augurk, ketchup en mosterd) en de 'Cheeseburger' (hamburgerpatty, augurk, ketchup, mosterd en kaas).

### Kip, vis en vegetarisch
- Burger King heeft één wereldwijd kipproduct, in Nederland verkocht onder de naam 'Long Chicken'. Dit is een langwerpig broodje met sesamzaad, mayonaise, sla en een gefrituurde kipfilet.
- Daarnaast bestaan er verschillende kipbroodjes die niet in alle landen aangeboden worden, zoals de Tendercrisp en de Crispy Chicken.
- Er worden verschillende kipsnacks geserveerd, zoals Nuggets, Wings, Chicken Fries en Chicken Tenders.
- De 'Fish King' is een broodje met een visfilet, tartaarsaus en sla.
- In verschillende landen wordt een vegetarisch of plantaardig broodje aangeboden (zoals Country Burger, BK Veggie, Veggie King, Plant-based Whopper).

### Overige producten
- Onder de naam 'King Delight' wordt een serie producten aangeboden met minder dan 5% vet, zoals wraps en salades.
- Burger King verkoopt desserts, zoals milkshakes, ijs, muffins, donuts, brownies en appeltaartjes.
- In sommige landen wordt ook ontbijt aangeboden.
- Burger King verkoopt friet en gefrituurde gepaneerde uienringen (vaak gezien als bijgerechten, maar wel los verkrijgbaar). In verschillende landen worden ook potato wedges verkocht, een type friet dat extra dik gesneden is. In Nederland worden Twister Fries aangeboden, gekruide gedraaide friet.

Bijna alle broodjes worden ook aangeboden als menu. Een menu in Nederland bestaat uit een broodje, een drank naar keuze en friet, Twister Fries of een kleine salade. Het King Jr. Meal is vergelijkbaar met het Happy Meal van McDonald's.

## Landen

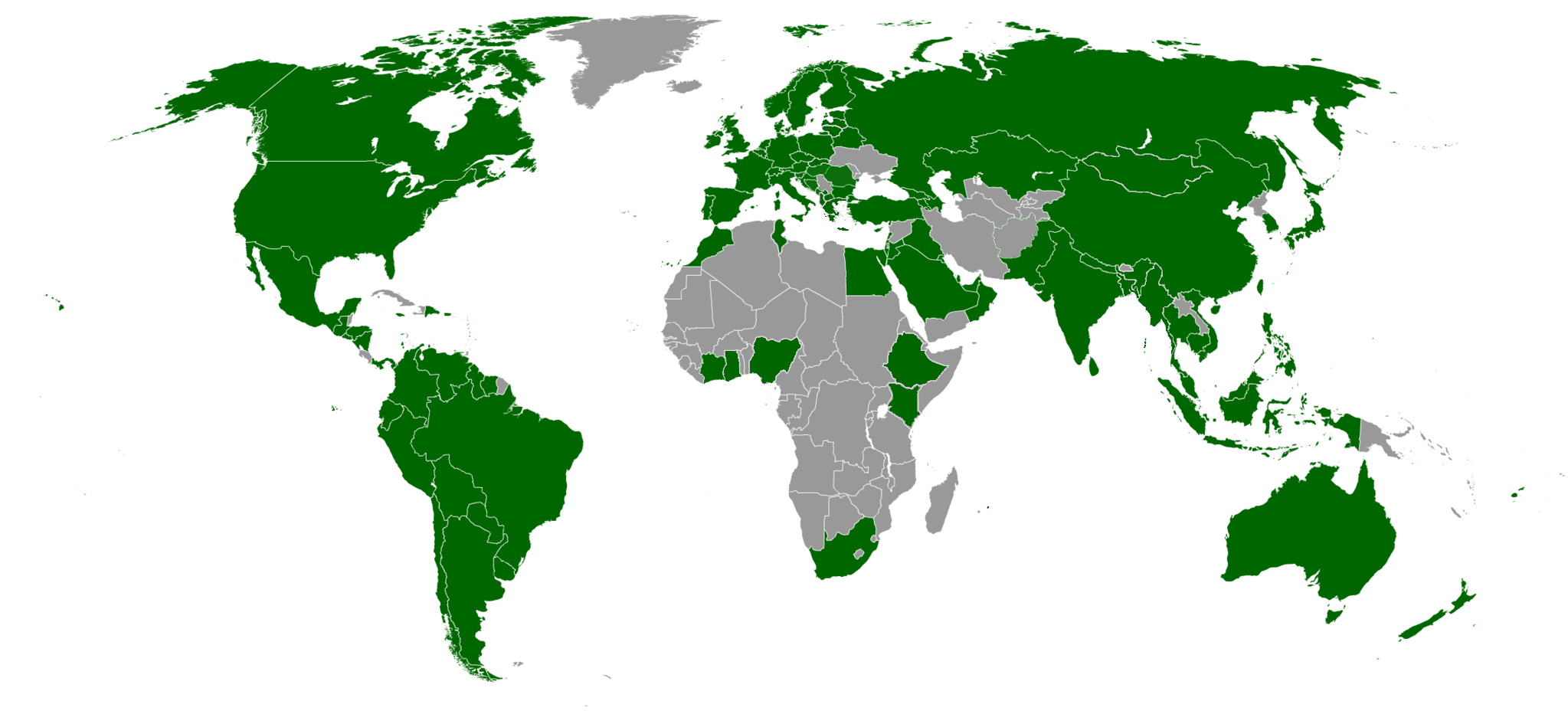
Landen met Burger King-restaurants

In 2016 telde het bedrijf wereldwijd 15.700 vestigingen in meer dan 100 landen, hiervan waren er slechts 71 in eigen handen. De rest is in handen van franchisenemers. Iets meer dan de helft van de vestigingen staan buiten de Verenigde Staten. Inclusief het personeel in dienst van de franchisenemers zijn er meer dan 340.000 werknemers die elke dag gemiddeld 11,4 miljoen klanten bedienen. In Australië opereert het bedrijf onder de naam Hungry Jack's.
In België opende de eerste Burger King op 29 juni 2017 in Antwerpen.
In Nederland zijn er 62 vestigingen. Deze worden geëxploiteerd door verschillende franchisenemers (HMS Host, Burger Food Group, GR8 Restaurants, BOOT, EFR en BKNL). BKNL heeft sinds 2018 de masterfranchise licentie in handen en is daarmee verantwoordelijk voor o.a. de marketing en supply chain processen binnen Burger King Nederland.
Het grootste Burger King-filiaal ter wereld, met betrekking tot omzet, staat op de luchthaven Schiphol. Deze vestiging trok in 2008 circa 1,3 miljoen klanten. Het is daarmee volgens de statistiek van Burger King officieel de drukst bezochte Burger King van de wereld. Dit filiaal is sinds 1993 bijna non-stop open geweest. Uitzondering hierop is een aantal weken in april en mei 2001, een grote brand in de keuken legde het vliegverkeer op Schiphol tijdelijk plat. Na weken van onderzoek kon het restaurant zijn deuren weer openen.
Burger King Nederland, in handen van de Citoyen groep werd begin 2016 overgenomen door Standard Investment.
Standard Investment is een Amsterdamse investeringsmaatschappij die zich richt op kleine en middelgrote bedrijven in Nederland en België en heeft onder meer belangen in Dutch Bakery en Riedel.

## Trivia
- De noordelijkst gelegen vestiging bevindt zich Tromsø, Noorwegen.
- In Invercargill, Nieuw-Zeeland, bevindt zich het zuidelijkst gelegen filiaal.
- Het hoogstgelegen restaurant is in La Paz, Bolivia, op een hoogte van 3600 meter.
- In de film Shark Tale was kort een reclamebord van Burger King te zien. De naam was vervangen voor Fish King.